# Mormonia cleis
Mormonia cleis är en fjärilsart som beskrevs av Samuel E. Cassino 1918. Mormonia cleis ingår i släktet Mormonia och familjen nattflyn. Inga underarter finns listade i Catalogue of Life.